# Culex perexiguus
Culex perexiguus är en tvåvingeart som beskrevs av Theobald 1903. Culex perexiguus ingår i släktet Culex och familjen stickmyggor.
Artens utbredningsområde är Libanon. Inga underarter finns listade i Catalogue of Life.